# Lucanthon
Lucanthon ist eine organische Verbindung aus der Gruppe der Thioxanthone.

## Geschichte
Lucanthon ist ein Anthelminthikum, das früher gegen Schistosomiasis eingesetzt wurde. Der Wirkstoff wurde 1945 eingeführt und bis in die 1970er-Jahre verwendet. Dann wurde er wegen möglicher mutagener Effekte vom Markt genommen.

## Herstellung
Die Synthese geht von Thiosalicylsäure aus, die zunächst mit Methanol in Gegenwart von Chlorwasserstoff zum Methylester verestert wird. Der Ester wird dann durch Reaktion mit Silbernitrat in ein Silbersalz (Thiolat) überführt. Aus 2-Amino-4-nitrotoluol wird durch Diazotierung und Reaktion mit Kaliumiodid als zweite Komponente 2-Iod-4-nitrotoluol  gewonnen. Durch Reaktion der beiden Komponenten in Gegenwart von Bronze in Xylol wird die Thioether-Brücke aufgebaut. Die Thioxanthon-Einheit wird durch eine intramolekulare Friedel-Crafts-Acylierung aufgebaut, indem das Edukt zunächst mit Thionylchlorid in Benzol erhitzt wird und dann Eisen(III)-chlorid zugegeben wird. Die Nitrogruppe wird mit Eisen(II)-sulfat zur Aminogruppe reduziert. Die N-Seitenkette wird mittels 2-Chlor-1-diethylaminoethan eingeführt, das aus 2-Diethylaminoethanol hergestellt werden kann.

## Biologische Wirkung
Neben der Wirkung gegen Pärchenegel (Shistosoma) zeigt es auch Wirkung gegen mehrere Arten von Leishmania. Die Verwendung als Antitumor-Wirkstoff wird untersucht. Lucanthon selbst ist nicht anthelminthisch wirksam, sondern ein Prodrug, das das aktive Hycanthon bildet.

## Externe Links zu erwähnten Verbindungen
1. ↑  Externe Identifikatoren von bzw. Datenbank-Links zu 2-Iod-4-nitrotoluol:  CAS-Nr.: 7745-92-8, EG-Nr.: 231-808-3, ECHA-InfoCard: 100.028.917, PubChem: 82188, Wikidata: Q72484226.
2. ↑  Externe Identifikatoren von bzw. Datenbank-Links zu Hycanthon:  CAS-Nr.: 3105-97-3, EG-Nr.: 221-463-7, ECHA-InfoCard: 100.019.512, PubChem: 3634, ChemSpider: 3508, DrugBank: DBDB14061, Wikidata: Q5953407.